# Hans Howes
Pour les articles homonymes, voir Howes.
Hans Howes est un acteur américain né le 18 février 1943 à Seneca Falls dans l'État de New York et mort le 15 août 2015.

## Filmographie

### Cinéma
- 1983 : Tygra, la glace et le feu : le capitaine défenseur
- 1986 : La Loi de Murphy : Santana
- 1989 : Maman est un loup-garou : l'ami de Howard
- 1990 : Coups pour coups : Keller
- 1991 : Rich Girl : le sergent de police
- 1991 : Harley Davidson et l'Homme aux santiags : le barman
- 1994 : Terminal Velocity : Sam
- 1997 : The Shadow Men : le serviteur
- 1998 : Le Ranch de l'amour : Johnny Dobson
- 2000 : Shadow Hours : Bum
- 2003 : Pur Sang, la légende de Seabiscuit : l'entraîneur du cheval blanc
- 2007 : Lucky You : Big Buckle Iverson
- 2007 : There Will Be Blood : Bandy
- 2010 : The Company We Keep : Victor
- 2010 : Dead Grass, Dry Roots : James Hickock
- 2013 : Calloused Hands : Solomon
- 2014 : Suburban Gothic : Poppy
- 2014 : An Illusion in Red & White : le chasseur
- 2016 : 8989 Redstone : M. Selby

### Télévision
- 1980 : Dallas : Bailiff (1 épisode)
- 1980 : Chips : Biker (1 épisode)
- 1981 : Côte Ouest : le barman (1 épisode)
- 1989 : Freddy, le cauchemar de vos nuits : un gardien (1 épisode)
- 1990 : Le Cavalier solitaire : Ernie (1 épisode)
- 1995 : New York Police Blues : Wino Bob (1 épisode)
- 1999 : Diagnostic : Meurtre : le sans-abris (1 épisode)
- 2000 : Deuxième Chance : Harry (1 épisode)
- 2006 : Charmed : Zakal (1 épisode)
- 2006 : Cold Case : Affaires classées : Sev Krol (1 épisode)
- 2007 : The Riches : le père Flynn (1 épisode)
- 2008 : True Blood : le membre du DGD (1 épisode)
- 2012 : Esprits criminels : M. James (1 épisode)